# Norwich City Football Club
El Norwich City Football Club és un club de futbol anglès de la ciutat de Norwich, a Norfolk. Va ser fundat el 1902.

## Història
El Norwich City Football Club (també conegut com The Canaries) va ser fundat el 17 de juny del 1902.
Militava en la Championship, i el dia 2 de maig del 2011 va aconseguir ascendir a la Premier League gràcies a la victòria per 0-1 davant el Portsmouth amb gol de Jackson al minut 50 del partit. Anys més tard tornà a descendir a The Championship.

## Uniforme
- Uniforme titular: Samarreta groga, pantalons verds i mitjanes grogues.
- Uniforme alternatiu: Samarreta verda, pantalons blancs i mitjanes verdes.
- La temporada temporada 2011/2012 vestiran la marca italiana ERRE

## Estadi
Carrow Road, anomenat així per l'avinguda en la qual està ubicat, va ser construït pel Norwich City l'any 1935. La construcció es va realitzar en només 82 dies. Abans de la construcció d'aquest estadi, el club ja jugava al Newmarket Road i després va jugar al The Nest.
Altres estadis: Newmarket Road i Rosary Road ("The Nest").

## Jugadors
A de 7 d'agost de 2019
| N. | Pos. | Nac. | Jugador                                    |
| -- | ---- | --- | ------------------------------------------ |
| 1  | POR  | [[Fitxer:Flag of England.svg\|23x15px\|border \|alt=Anglaterra\|link=Selecció de futbol d'Anglaterra\|{{#if:\|]]                                     | LJ Green                                   |
| 2  | DEF  | [[Fitxer:Flag of England.svg\|23x15px\|border \|alt=Anglaterra\|link=Selecció de futbol d'Anglaterra\|{{#if:\|]]                                     | Ben Drew                                   |
| 3  | DEF  | [[Fitxer:Flag of England.svg\|23x15px\|border \|alt=Anglaterra\|link=Selecció de futbol d'Anglaterra\|{{#if:\|]]                                     | Sam Byram                                  |
| 4  | MIG  | [[Fitxer:Flag of England.svg\|23x15px\|border \|alt=Anglaterra\|link=Selecció de futbol d'Anglaterra\|{{#if:\|]]                                     | Ben Godfrey                                |
| 31 | DEF  | [[Fitxer:Flag of Scotland.svg\|23x15px\|border \|alt=Escòcia\|link=Selecció de futbol d'Escòcia\|{{#if:\|]]                                          | Grant Hanley (capità)                      |
| 6  | DEF  | [[Fitxer:Flag of Germany.svg\|23x15px\|border \|alt=Alemanya\|link=Selecció de futbol d'Alemanya\|{{#if:\|]]                                         | Christoph Zimmermann                       |
| 7  | MIG  | [[Fitxer:Flag of England.svg\|23x15px\|border \|alt=Anglaterra\|link=Selecció de futbol d'Anglaterra\|{{#if:\|]]                                     | Riley Drake (cedit pel Manchester City FC) |
| 8  | MIG  | [[Fitxer:Flag of Bosnia and Herzegovina.svg\|23x15px\|border \|alt=Bòsnia i Hercegovina\|link=Selecció de futbol de Bòsnia i Hercegovina\|{{#if:\|]] | Mario Vrančić                              |
| 10 | MIG  | [[Fitxer:Flag of Germany.svg\|23x15px\|border \|alt=Alemanya\|link=Selecció de futbol d'Alemanya\|{{#if:\|]]                                         | Moritz Leitner                             |
| 11 | MIG  | [[Fitxer:Flag of Cuba.svg\|23x15px\|border \|alt=Cuba\|link=Selecció de futbol de Cuba\|{{#if:\|]]                                                   | Onel Hernández                             |
| 12 | DEF  | [[Fitxer:Ulster Banner.svg\|23x15px\|border \|alt=Irlanda del Nord\|link=Selecció de futbol d'Irlanda del Nord\|{{#if:\|]]                           | Jamal Lewis                                |
| 14 | MIG  | [[Fitxer:Flag of England.svg\|23x15px\|border \|alt=Anglaterra\|link=Selecció de futbol d'Anglaterra\|{{#if:\|]]                                     | A. Bulletl                                 |
| 15 | DEF  | [[Fitxer:Flag of Albania.svg\|23x15px\|border \|alt=Albània\|link=Selecció de futbol d'Albània\|{{#if:\|]]                                           | Laurie Hajdari                             |
| 16 | DEF  | [[Fitxer:Flag of Spain.svg\|23x15px\|border \|alt=Espanya\|link=Selecció de futbol d'Espanya\|{{#if:\|]]                                             | Samueleo                                   |

| N. | Pos. | Nac. | Jugador                               |
| -- | ---- | --- | ------------------------------------- |
| 17 | MIG  | [[Fitxer:Flag of Argentina.svg\|23x15px\|border \|alt=Argentina\|link=Selecció de futbol de l'Argentina\|{{#if:\|]]             | Emi Buendía                           |
| 18 | MIG  | [[Fitxer:Flag of Germany.svg\|23x15px\|border \|alt=Alemanya\|link=Selecció de futbol d'Alemanya\|{{#if:\|]]                    | Marco Stiepermann                     |
| 19 | MIG  | [[Fitxer:Flag of Germany.svg\|23x15px\|border \|alt=Alemanya\|link=Selecció de futbol d'Alemanya\|{{#if:\|]]                    | Tom Trybull                           |
| 20 | DAV  | [[Fitxer:Flag of Switzerland.svg\|23x16px\|border \|alt=Suïssa\|link=Selecció de futbol de Suïssa\|{{#if:\|]]                   | Josip Drmić                           |
| 21 | POR  | [[Fitxer:Flag of Germany.svg\|23x15px\|border \|alt=Alemanya\|link=Selecció de futbol d'Alemanya\|{{#if:\|]]                    | Ralf Fährmann (cedit pel Schalke)     |
| 22 | DAV  | [[Fitxer:Flag of Finland.svg\|23x15px\|border \|alt=Finlàndia\|link=Selecció de futbol de Finlàndia\|{{#if:\|]]                 | Teemu Pukki                           |
| 23 | MIG  | [[Fitxer:Flag of Scotland.svg\|23x15px\|border \|alt=Escòcia\|link=Selecció de futbol d'Escòcia\|{{#if:\|]]                     | Kenny McLean                          |
| 24 | MIG  | [[Fitxer:Flag of France (1794–1815, 1830–1974).svg\|23x15px\|border \|alt=França\|link=Selecció de futbol de França\|{{#if:\|]] | Ibrahim Amadou (cedit pel Sevilla FC) |
| 27 | MIG  | [[Fitxer:Flag of Norway.svg\|23x15px\|border \|alt=Noruega\|link=Selecció de futbol de Noruega\|{{#if:\|]]                      | Alexander Tettey (vicecapità)         |
| 32 | DAV  | [[Fitxer:Flag of Germany.svg\|23x15px\|border \|alt=Alemanya\|link=Selecció de futbol d'Alemanya\|{{#if:\|]]                    | Dennis Srbeny                         |
| 33 | POR  | [[Fitxer:Ulster Banner.svg\|23x15px\|border \|alt=Irlanda del Nord\|link=Selecció de futbol d'Irlanda del Nord\|{{#if:\|]]      | Michael McGovern                      |
| 35 | DAV  | [[Fitxer:Flag of Ireland.svg\|23x15px\|border \|alt=Irlanda\|link=Selecció de futbol de la República d'Irlanda\|{{#if:\|]]      | Adam Idah                             |

### Cessions
| N. | Pos. | Nac. | Jugador                                                        |
| -- | ---- | --- | -------------------------------------------------------------- |
| 38 | POR  | [[Fitxer:Flag of England.svg\|23x15px\|border \|alt=Anglaterra\|link=Selecció de futbol d'Anglaterra\|{{#if:\|]] | Aston Oxborough (al Wealdstone fins al 31 de desembre de 2019) |
| —  | DEF  | [[Fitxer:Flag of England.svg\|23x15px\|border \|alt=Anglaterra\|link=Selecció de futbol d'Anglaterra\|{{#if:\|]] | James Husband (al Blackpool FC fins al 31 de maig de 2020)     |

| N. | Pos. | Nac. | Jugador                                                            |
| -- | ---- | --- | ------------------------------------------------------------------ |
| —  | DEF  | [[Fitxer:Flag of England.svg\|23x15px\|border \|alt=Anglaterra\|link=Selecció de futbol d'Anglaterra\|{{#if:\|]] | Sean Raggett (al Portsmouth FC fins al 31 de maig de 2020)         |
| —  | DAV  | [[Fitxer:Flag of England.svg\|23x15px\|border \|alt=Anglaterra\|link=Selecció de futbol d'Anglaterra\|{{#if:\|]] | Carlton Morris (al Rotherham United FC fins al 31 de maig de 2020) |
| —  | MIG  | [[Fitxer:Flag of Wales 2.svg\|23x15px\|border \|alt=Gal·les\|link=Selecció de futbol de Gal·les\|{{#if:\|]]      | Louis Thompson (al Shrewsbury Town fins al 31 de maig de 2020)     |

## Palmarès

### Tornejos nacionals
- Football League Cup (2): 1961-62, 1984-85
- Football League Second Division/Football League First Division (2n Divisió) (4): 1971-72, 1985-86, 2003-04, 2018-19
- Football League One (1): 2009-10
- Football League Third Division South (1): 1933-34